# Mešovita inhibicija
Mešovita inhibicija je tip enzimske inhibicije u kome se inhibitor može vezati za enzim nezavisno od toga da li je enzim već vezan za supstrat, ali je afinitet vezivanja veći za jedno od stanja. Naziva se "mešovitim" zato što što se može smatrati konseptualnom "mešavinom" konkurentne inhibicije, u kojoj se inhibitor jedino može vezati za enzim ako supstrat nije vezan, i nekompetitivne inhibicije, u kojoj se inhibitor jedino može vezati za enzim ako je supstrat već vezan. Ako je sposobnost inhibitora da se veže za enzim jednaka, nezavisno od toga da li je enzim već vezan za supstrat, on je poznat kao beskonkurentni inhibitor. Beskompetitivna inhibicija se ponekad smatra specijalnim slučajem mešovite inhibicije. 
U mešovitoj inhibiciji, inhibitor se vezuje za alosterno mesto, i.e. mesto koje je različito od aktivnog mesta gde se supstrat vezuje. Međutim, nisu svi inhibitori koji se vezuju za alosterna mesta mešoviti inhibitori.
Mešovita inhibicija može da dovede bilo do smanjenja pojavnog afiniteta enzima za supstrat ({\displaystyle K_{m}^{\text{app}}>K_{m}}); smanjenje pojavnog afiniteata se manifestuje povećanjem Km vrednosti u slučajevima gde se inhibitor preferentno vezuje za slobodni enzim, ili do povećanja pojavnog afiniteta ({\displaystyle K_{m}^{\text{app}}<K_{m}}); povećanje pojavnog afiniteta se odražava kao smanjenje Km vrednosti) kad se inhibitor preferentno vezuje za enzim-supstrat kompleks. U bilo kojem od ovih slučaja inhibicija snižava pojavnu maksimalnu brzinu reakcije enzima ({\displaystyle V_{max}^{\text{app}}<V_{max}}).
Matematički, mešovita inhibicija se javlja kad su faktori α i α’ (uvedeni u Mihaelis-Mentenova jednačina da bi se objasnile konkurentna i beskonkurentna inhibicija, respektivno) oba veća od 1.
U specijalnom slučaju gde α = α’, javlja se beskonkurentna inhibicija, u kom slučaju {\displaystyle V_{max}^{app}} je redukovana, dok {\displaystyle K_{m}} ostaje ista. To se ne javlja često u praksi.